# Amunicja szkolna

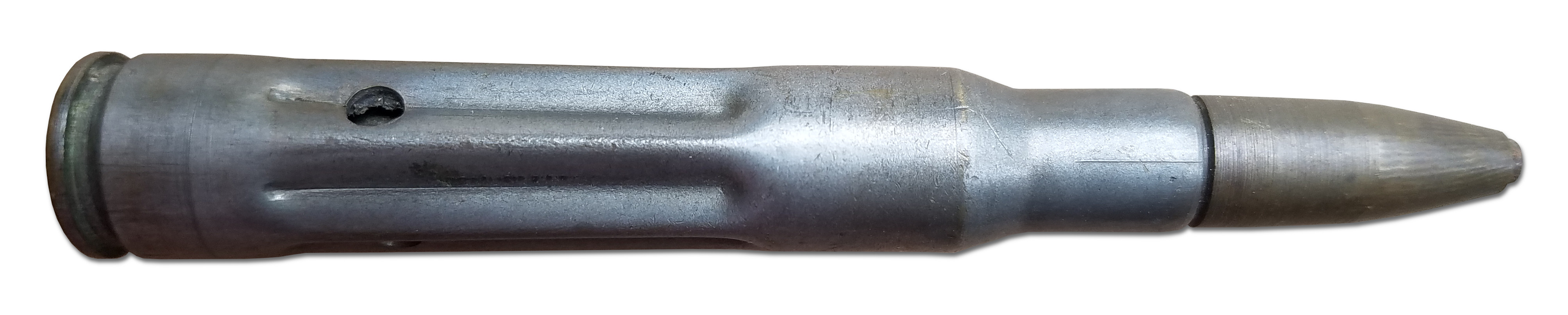
Szkolny nabój .30-06 Springfield, przeznaczony do nauki ładowania broni

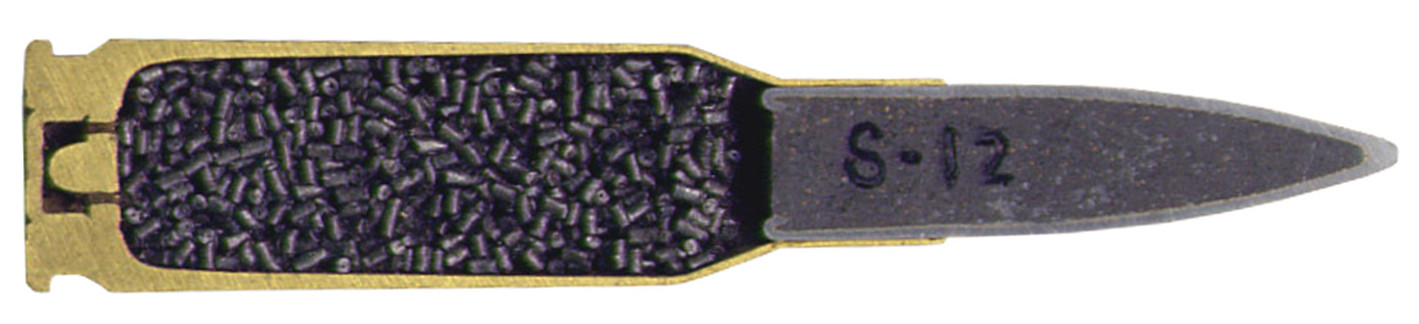
Przekrój naboju .280 British, jako pomoc dydaktyczna przy nauce o budowie amunicji

Amunicja szkolna – amunicja służąca do nauki obsługi broni lub do nauki o budowie i sposobach użycia amunicji bojowej.
Do nauki obsługi broni (np. jej ładowania) wykorzystywane są atrapy nabojów wykonane podobnie do amunicji bojowej, którą mają symulować (zachowując jej wymiary i wagę). Pozbawione są jednak elementów ogniowych (spłonki, ładunku itp.), co umożliwia ich całkowicie bezpieczne użytkowanie. W przypadku szkolnych odpowiedników amunicji strzeleckiej na bokach ich łusek umieszczany jest szereg wgłębień, w celu łatwiejszego odróżniania od amunicji bojowej.
Do nauki o budowie amunicji, wykorzystywane są najczęściej różnego rodzaju przekroje. Do ich wytwarzania wykorzystywane są zazwyczaj elementy wybrakowywane w procesie produkcji, a także elementy zużytej lub przestarzałej amunicji bojowej. 
W Polsce w celu odróżnienia amunicji szkolnej od bojowej oznacza się ją napisem „SZKOLNY” i białym paskiem umieszczonym obwodowo na największym elemencie składowym naboju oraz cechą „SZKOLNY”, „SZKOL.” lub „SZK.” wybitą na każdym z elementów zasadniczych.